# Сёрл, Джон
Не следует путать с Джоном Сёрлом, автором книги «Закон квадратов» (1994).
Джо́н Ро́джерс Сёрл (Сёрль или Сирл, англ. John Rogers Searle; род. 31 июля 1932, Денвер, штат Колорадо) — американский философ. Доктор, профессор Калифорнийского университета в Беркли, член Американского философского общества (2010).
В 1960—1970-х годах занимался главным образом развитием предложенной Дж. Остином теории речевых актов. В 1980-е годы стал ведущим специалистом по философии искусственного интеллекта.
Автор известного мысленного эксперимента «Китайская комната», отвергающего возможность воспроизведения семантической составляющей человеческого интеллекта синтаксическими средствами. Получил широкую известность во всём философском мире благодаря своей жёсткой критике идеи искусственного интеллекта и когнитивной психологии.
Его широко цитируют, когда речь идёт о лингвистике, искусственном интеллекте и когнитивной науке.

## Биография
Родился в семье инженера-электрика, впоследствии менеджера компании AT&T, и врача.
В годы Второй мировой войны семья жила в различных городах Восточного побережья, где Джон сменил несколько средних школ, в частности, некоторое время учился в экспериментальной школе при Колумбийском университете. Подобные школы функционировали по типу известной «Лабораторной школы» Д. Дьюи в Чикаго (по мнению которого, школа должна становиться «обществом в миниатюре», где нет разделения учащихся на социальные и экономические группы, а ученики должны жить, делиться мыслями и работать вместе, чтобы решать общие проблемы).
В 1949—1952 годах учился в Висконсинском университете, а после получения Родсовской стипендии — в колледже Крайст-черч Оксфордского университета у Джона Остина. Некоторое время научная деятельность Джона Сёрла была направлена на уточнение и дальнейшее развитие теории речевых актов его учителя Дж. Остина. Часто, говоря об этом периоде его научной деятельности, его называют «продолжателем» идей Остина.
В 1980-е годы интересы Сёрла сместились в область философии сознания и мышления, он стал, наряду с Д. Деннетом и Х. Патнэмом, ведущим специалистом по философским аспектам искусственного интеллекта.
После получения магистерской степени (1955) преподавал философию и работал над диссертацией; докторскую степень получил в Оксфорде в 1959 году. До июня 2019 года работал в Калифорнийском университете в Беркли, профессор с 1967 года; в 1973—1975 годах возглавлял отделение философии. В качестве приглашённого профессора читал лекции в университетах многих стран мира. Член Американской академии гуманитарных и точных наук с 1976 года; почётный доктор ряда университетов.
Женился в 1958 году, двое сыновей, две внучки.
19 июня 2019 года после дисциплинарного разбирательства, проведенного Отделом по предупреждению притеснений и дискриминации (OPHD), президент Калифорнийского университета Беркли Джанет Наполитано одобрила рекомендацию об аннулировании статуса эмерита у Дж. Сёрла после того, как было установлено, что он нарушал политику университета в отношении сексуальных домогательств и действий в отместку за жалобы в период с июля по сентябрь 2016 года. Отзыв статуса означает, что Сёрл не может быть более ассоциирован каким-либо образом с университетом, и его доступ в помещения университета ограничен до уровня обычного гостя.

## Философия языка
Ранний период научной деятельности Д. Сёрла был связан с теорией речевых актов, выдвинутой его учителем, Дж. Остином.
В 1969 году публикуется первый и наиболее известный труд Сёрла в этой сфере — «Что такое речевой акт?» (англ. What is a Speech Act?, 1969, пер. 1986). В нём он часто ссылается на своего учителя и уточняет само определение речевого акта. По мнению учёного, основной корень всех проблем — проблема повседневного языка. Именно она является центральной проблемой его труда. Прежде всего, иллокутивный акт — производство (речевой акт) конкретного предложения в определённых условиях, назван Сёрлом минимальной единицей языкового общения. Д. Сёрл говорит о том, что совершение иллокутивного речевого акта относится к тем формам поведения, которые регулируются правилами, а следовательно при формулировке условий и правил для хотя бы одного такого акта станет доступной модель для анализа других видов актов и возможность экспликации понятия речевого акта вообще.
Учёный разделяет все виды правил на две группы — регулятивные и конститутивные. Первые имеют форму императива или имеют императивную перефразу, примером их являются правила этикета: «Пользуясь ножом во время еды, держи его в правой руке». Конститутивные правила принимают совершенно иную форму. Такие правила как бы определяют то, к чему относятся и содержат тавтологию, определяя таким образом то, о чём говорят. И именно такая тавтология является таким признаком, по которым правило можно отнести к виду конститутивных. В одних случаях правила такого вида могут выступать как правила, а в других — как аналитическая истина. Д. Сёрл говорит о том, что одна из целей его работы — сформулировать множество конститутивных правил для одного вида речевых актов, таким образом попробовав доказать гипотезу, что в основе речевых актов лежат правила именно конститутивного вида. В конечном итоге он приходит к выводу, что семантика языка есть система конститутивных правил, а иллокутивные акты совершаются посредством конститутивных правил.
Д. Сёрл выделяет два составных предложения: 1) пропозиционный показатель (показатель суждения), что предопределяет наличие минимального содержания (объект — действие) 2) показатель иллокутивной функции (показатель функции), к которому относятся вопросы, как надо воспринимать суждение, сила высказывания, порядок слов, ударения, пунктуация и так далее. При этом стоит помнить, что суждение, в отличие от утверждения, не является актом, но является частью совершения определённых иллокутивных актов. Утверждение, в свою очередь, является иллокутивным актом, являясь одновременно иллокутивным актом и пропозициональным содержанием его. Тут важным для учёного является различение между «иллокутивным» и «пропозициональным» содержанием речевых актов. Если пропозициональное содержание некоторого утверждения — например, утверждения «идёт дождь» — состоит в суждении, что идёт дождь, то его иллокутивное содержание заключается в (неявном) обязательстве говорящего представлять вещи такими, каковы они есть. Если пропозициональное содержание приказа состоит в характере действия, которое некто должен выполнить, то его иллокутивное содержание заключается в попытке побудить к этому действию.
Интересным является то, что при разборе обещаний в этой статье учёный приходит к выводу, что сами обещания подразумевают возможно невыполнение обещанного.
Согласно Сёрлу, речевые акты не существуют сами по себе — именно благодаря связи с сознанием они способны представлять («репрезентировать») существующие в мире вещи. Теория репрезентативного содержания языка должна основываться на соответствующей теории сознания. Сёрл использует в этой связи понятие интенциональности, то есть направленности сознания на предметы. Носителями интенциональности он в противовес традиционным теориям считает не убеждения и желания, а восприятия и действия. В ходе дебатов, вызванных его теорией, Сёрл выдвинул тезис, что в интенциональном содержании восприятий имеется момент саморефлексии: если, например, человек видит дерево, то само содержание этого визуального восприятия предполагает существование дерева. Кроме того, философ полагает, что интенциональные содержания могут быть поняты только на неинтенциональной основе практических навыков и способностей.

## Философия сознания
После 1980 года интересы учёного сместились в сторону философии сознания. Особо интересующей его проблемой была проблема искусственного сознания. Наиболее известная и вызвавшая много споров работа Д. Сёрла в этой сфере называется «Разум мозга — компьютерная программа?». В ней учёный поднимает вопрос возможности создания и работы искусственного сознания, полностью схожего с человеческим. Но сначала нужно определить, что такое «сильный ИИ» и «слабый ИИ». Сильный ИИ — тот, что прошёл тест Тьюринга, а значит, обладает разумом наравне с человеком. Разум по отношению к человеку в этом случае выступает эквивалентом программы по отношению к аппаратуре компьютера. Слабый ИИ, в понимании ученого — это те компьютерные модели, которые могут быть использованы как полезные средства для изучения человеческого разума.
- Аксиома 1. Компьютерная программа — манипулирование формальными (синтаксическими) объектами.
- Аксиома 2. Человеческий разум оперирует смысловым (семантическим) содержанием. → Компьютерная программа обладает синтаксисом (символами), но не обладает семантикой (смысловым содержанием).
- Аксиома 3. Синтаксис сам по себе не составляет семантику, и его недостаточно для существования семантики.
- Заключение 1. Программы не являются сущностью разума, и их наличия недостаточно для наличия разума. → Утверждение сильного ИИ ложно.
- Аксиома 4. Мозг порождает разум.
- Заключение 2. Любая другая система, способная порождать разум, должна обладать каузальными свойствами, эквивалентными свойствам мозга.
- Заключение 3. Любой артефакт, порождающий ментальные явления, любой искусственный мозг должен иметь способность воспроизводить специфические каузальные свойства мозга, и наличия этих свойств невозможно добиться только за счёт выполнения формальной программы.
- Заключение 4. Тот способ, посредством которого человеческий мозг порождает ментальные явления, не может сводиться лишь к выполнению компьютерной программы.

Именно в этой работе учёный прибегает к аргументу «китайской комнаты» для того, чтобы доказать ложность утверждения сильного ИИ.
Основываясь на своих взглядах на интенциональность, Сёрл в книге «Переоткрытие сознания» (1992) описывает свой взгляд на сознание. Он считает, что начиная с бихевиоризма, значительная часть современной философии пытается отрицать существование сознания.
Сёрл считает, что философия оказалась в положении ложной дихотомии: с одной стороны, мир состоит лишь из объективных частиц, с другой — сознание обладает субъективным опытом от первого лица. Сёрл же говорит, что обе позиции верны: сознание является реальным субъективным опытом, вызванным физическими процессами в мозге. Эту позицию он предлагает называть биологическим натурализмом.
Следствием биологического натурализма является то, что если мы хотим создать сознательное существо, то нам необходимо воссоздать физические процессы, вызывающие сознание. Позиция Сёрла, таким образом, противоречит взглядам на «сильный ИИ», заключающимся в том, что как только у нас есть определённая программа на компьютере, мы сможем создать сознание.
Сёрл отвергает и материализм, и дуализм. Наряду с лауреатом Нобелевской премии по физиологии и медицине Роджером Сперри он является одним из самых известных сторонников эмерджентного интеракционизма — теории, согласно которой сознание представляет собой продукт мозговой активности, однако при этом оказывает обратное воздействие на мозговую активность. Этот подход мало кого убеждает, так как разработанные описания подобных обратных механизмов, кроме утверждений об их наличии, у сторонников отсутствуют — в том числе и в трудах Сёрла, а без них подобные взгляды попадают в ловушку эпифеноменального подхода к сознанию.

## Личностные особенности
Сёрл славится своей прямотой. Известны случаи, когда он пытался срывать не нравящиеся ему доклады на конференциях, взобравшись на сцену или критикуя докладчика с места. В печатной полемике Сёрл проявляет ещё большую резкость. В частности, он обвинял Дэниела Деннета в умственной неполноценности (Деннет отреагировал на эти обвинения в том же ключе), а книгу Дэвида Чалмерса назвал коллекцией абсурдов. При этом Сёрл столь же критичен к самому себе. Он признаёт свою некомпетентность в истории философии, в частности, своё полное незнакомство с произведениями Канта, Лейбница и Спинозы и очень плохое знакомство с творениями Платона и Аристотеля. При этом Сёрл утверждает, что собственное невежество помогает ему в его профессиональной деятельности, поскольку, по его словам, известные философы зачастую не столько решали сложные проблемы, сколько создавали их.

## Публикации
- Речевые акты (Speech Acts, 1969)
- Выражение и смысл (Expression and Meaning, 1979)
- Сознание, мозг и программы (Minds, Brains, and Programs, 1980)
- Интенциональность: Очерк философии сознания (Intentionality: An Essay in the Philosophy of Mind, 1983)
- Переоткрытие сознания (The Rediscovery of Mind, 1992)
- The Construction of Social Reality (1995)
- Making the Social World (2010)

На русском языке
- Сёрл Дж. Р., Вандервекен Д. Основные понятия исчисления речевых актов // Новое в зарубежной лингвистике. Вып. XVIII. М., 1986
- Сёрл Дж. Р. Что такое речевой акт?; Косвенные речевые акты; Классификация речевых актов // Новое в зарубежной лингвистике. — Вып. XVII. — М., 1986
- Сёрл Дж. Р. Природа интенциональных состояний // Философия, логика, язык. — М., 1987.
- Сёрл, Дж. Разум мозга — компьютерная программа? // В мире науки. (Scientific American. Издание на русском языке). — 1990. — № 3.
- Сёрл Дж. Р. Метафора // Теория метафоры. — М., 1990.
- Джон Сёрл. Новое открытие сознания. — 1992.
- Сёрл Дж. Р. Сознание, мозг и наука // Путь. — 1993. — № 4.
- Сёрл Дж. Р. Сознание, мозг и программы // Аналитическая философия: становление и развитие. — М., 1998.
- Сёрл Дж. [yanko.lib.ru/books/philosoph/searle-ru=rationality_in_action=ann.htm Рациональность в действии] / Пер. с англ. А. Колодия, Е. Румянцевой. — М.: Прогресс-Традиция, 2004. — 336 с. — ISBN 5-89826-210-5. текст
- Сёрл Дж. Слово вверх дном / Пер. с англ.: А. Кардаш и А. Чистов // Insolarance. — 2022. — 10 ноября.